# Corvus mellori
Il corvo imperiale minore o corvo piccolo australiano (Corvus mellori Mathews, 1912) è una specie di uccello passeriforme appartenente alla famiglia Corvidae.

## Etimologia
Il nome scientifico della specie, mellori, rappresenta un omaggio all'ornitologo australiano John White Mellor.

## Descrizione

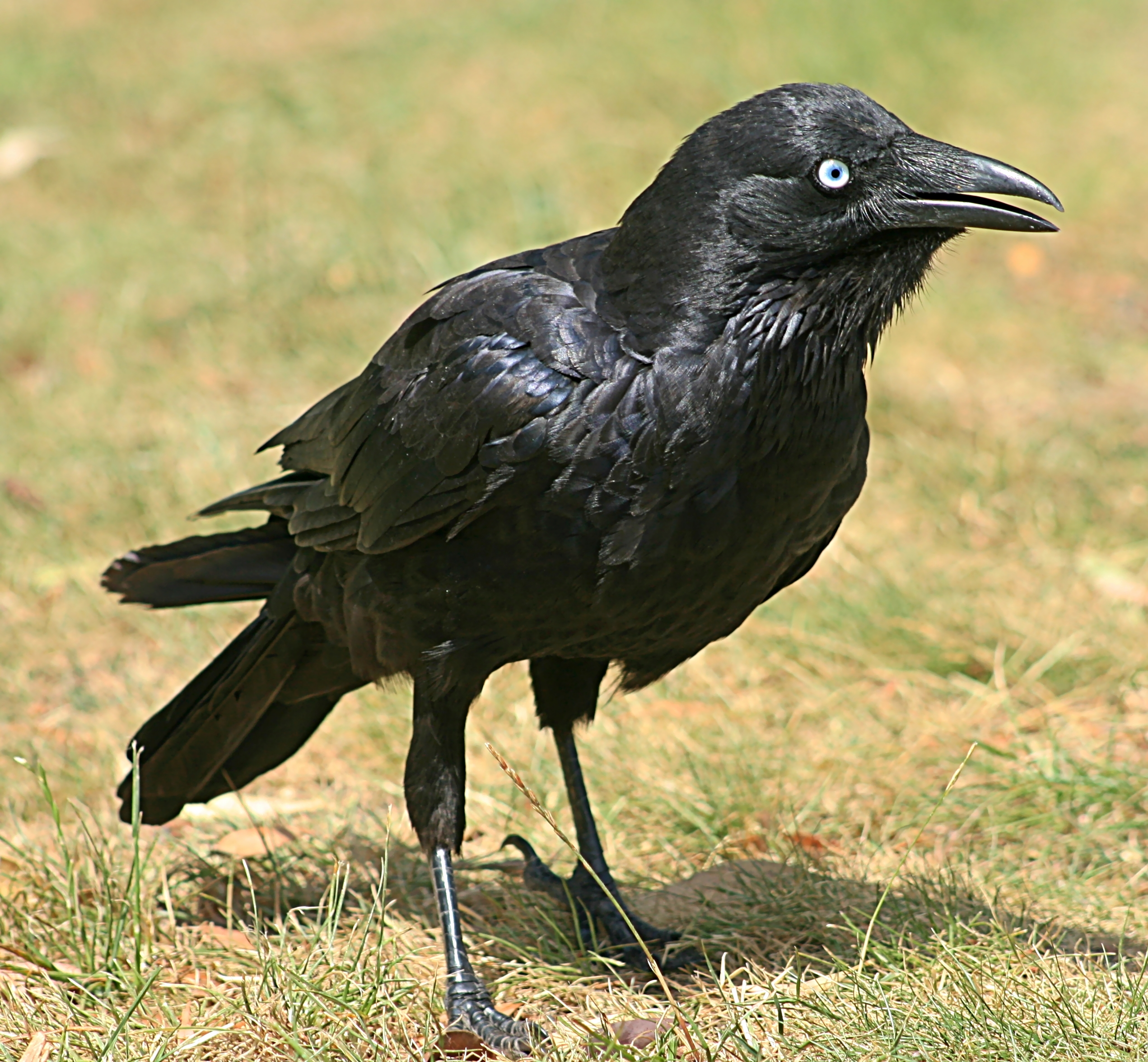
Esemplare a Threbdo.

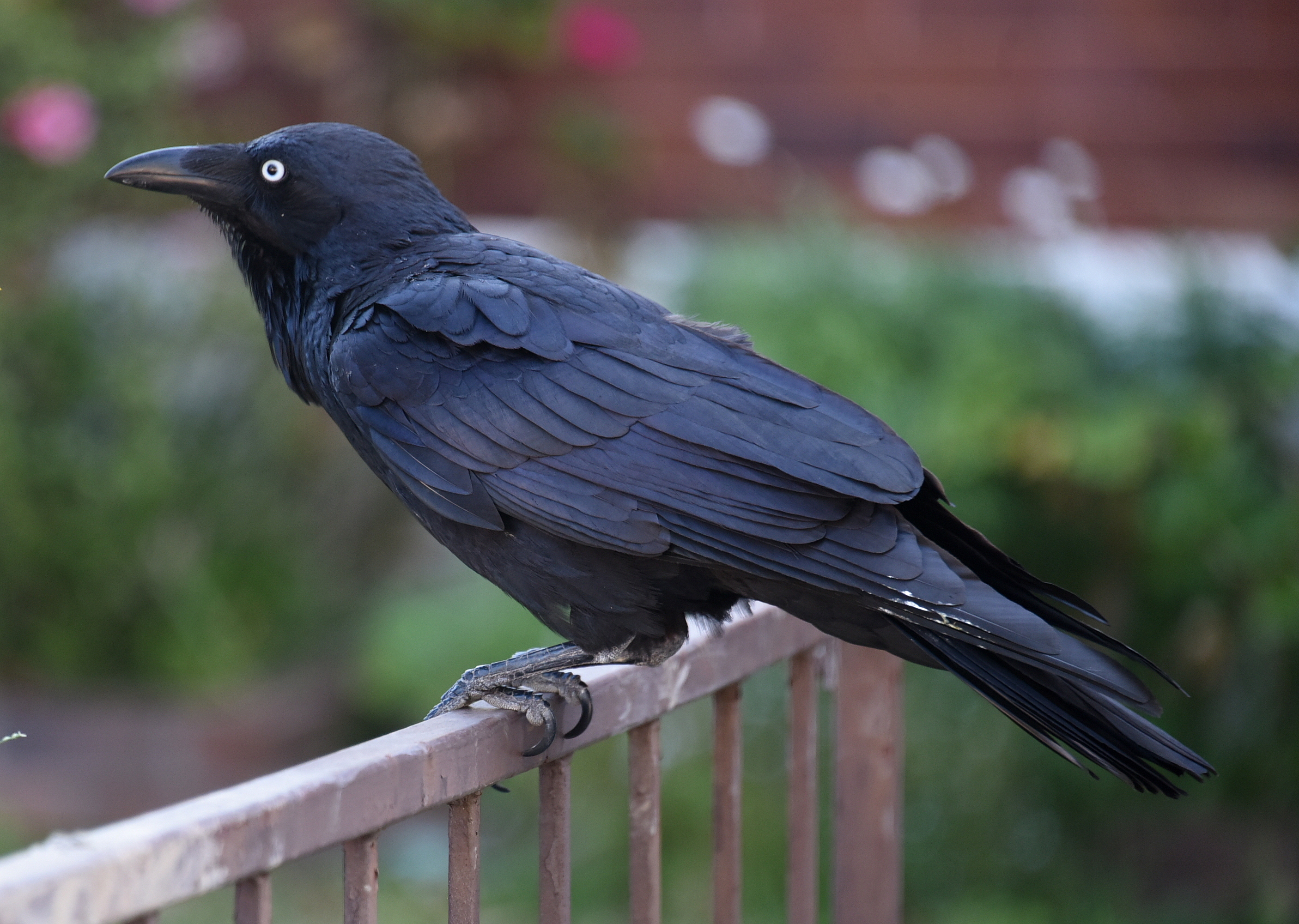
Esemplare a Sydney.

### Dimensioni
Misura 48-50 cm di lunghezza, per 335-660 g di peso. I maschi sono leggermente più grossi e pesanti rispetto alle femmine.

### Aspetto
Si tratta di uccelli dall'aspetto robusto e slanciato, muniti di testa squadrata con fronte sfuggente munita di becco conico e appuntito, piuttosto corto e sottile (se paragonato a quanto osservabile in altre specie di corvo), collo robusto, lunghe ali digitate, lunghe zampe e coda piuttosto lunga e dall'estremità arrotondata.

Nel complesso, il corvo imperiale minore ricora molto gli affini corvo imperiale australiano (col quale veniva un tempo considerato conspecifico) e corvo di foresta, dai quali si differenzia per le minori dimensioni, il becco più sottile e le barbe golari biforcute.
Il piumaggio si presenta interamente di colore nero, lucido e dalla consistenza vellutata: le penne presentano base grigia, caratteristica apprezzabile quando l'animale arruffa le penne oppure in condizioni di clima ventoso.

I due sessi si presentano del tutto simili nella colorazione del piumaggio.
Il becco e le zampe sono di colore nero: gli occhi sono invece di colore bianco-azzurrino.

La colorazione degli occhi cambia durante la vita dell'animale: fino a tre mesi d'età essi sono blu-grigi, per poi divenire marroni fino all'anno, quando attorno alla pupilla comincia ad apparire un anello di colore bianco-azzurrino che sostituisce completamente il bruno a circa un anno e undici mesi d'età.

## Biologia

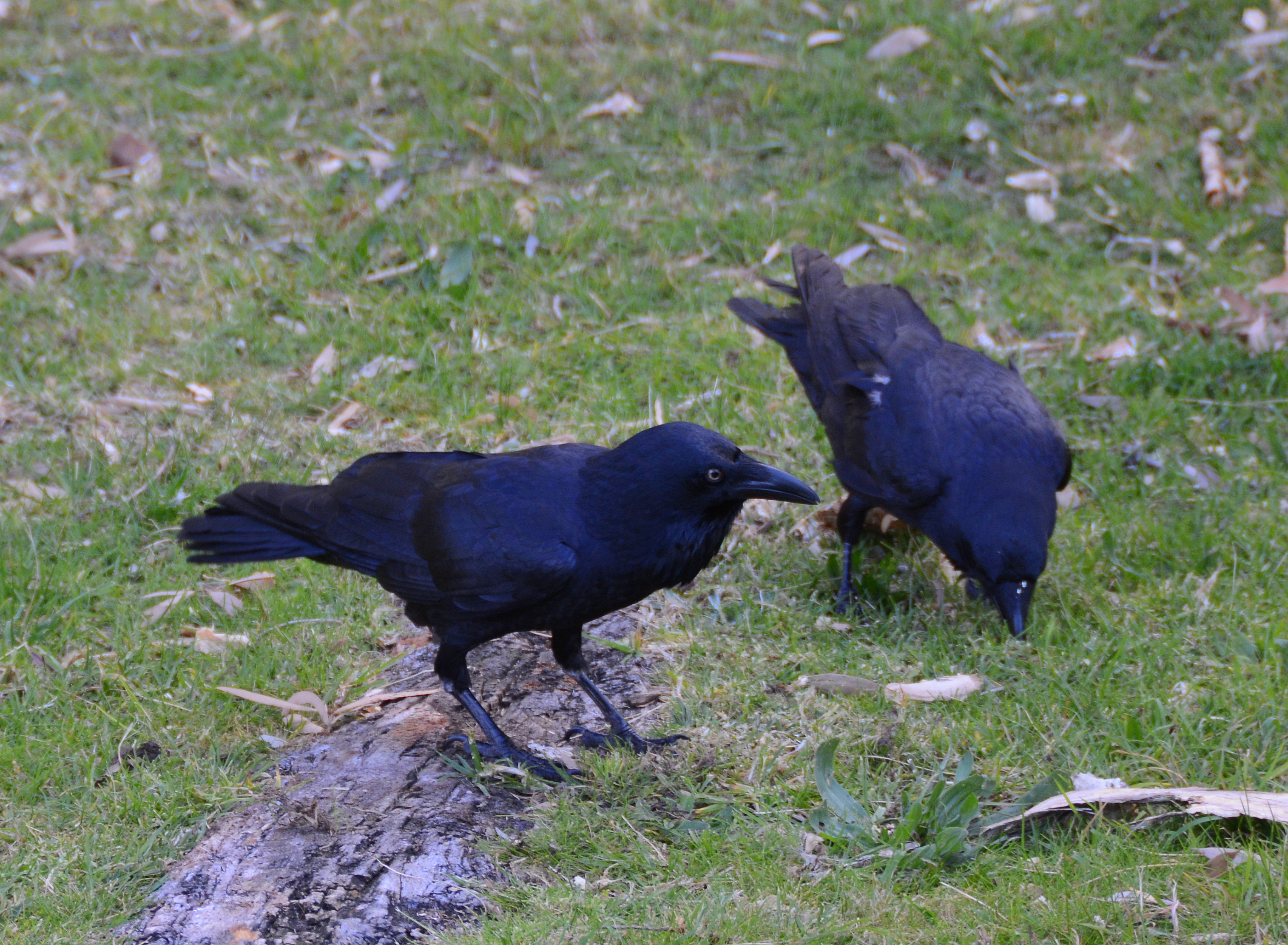
Due esemplari al uolo.

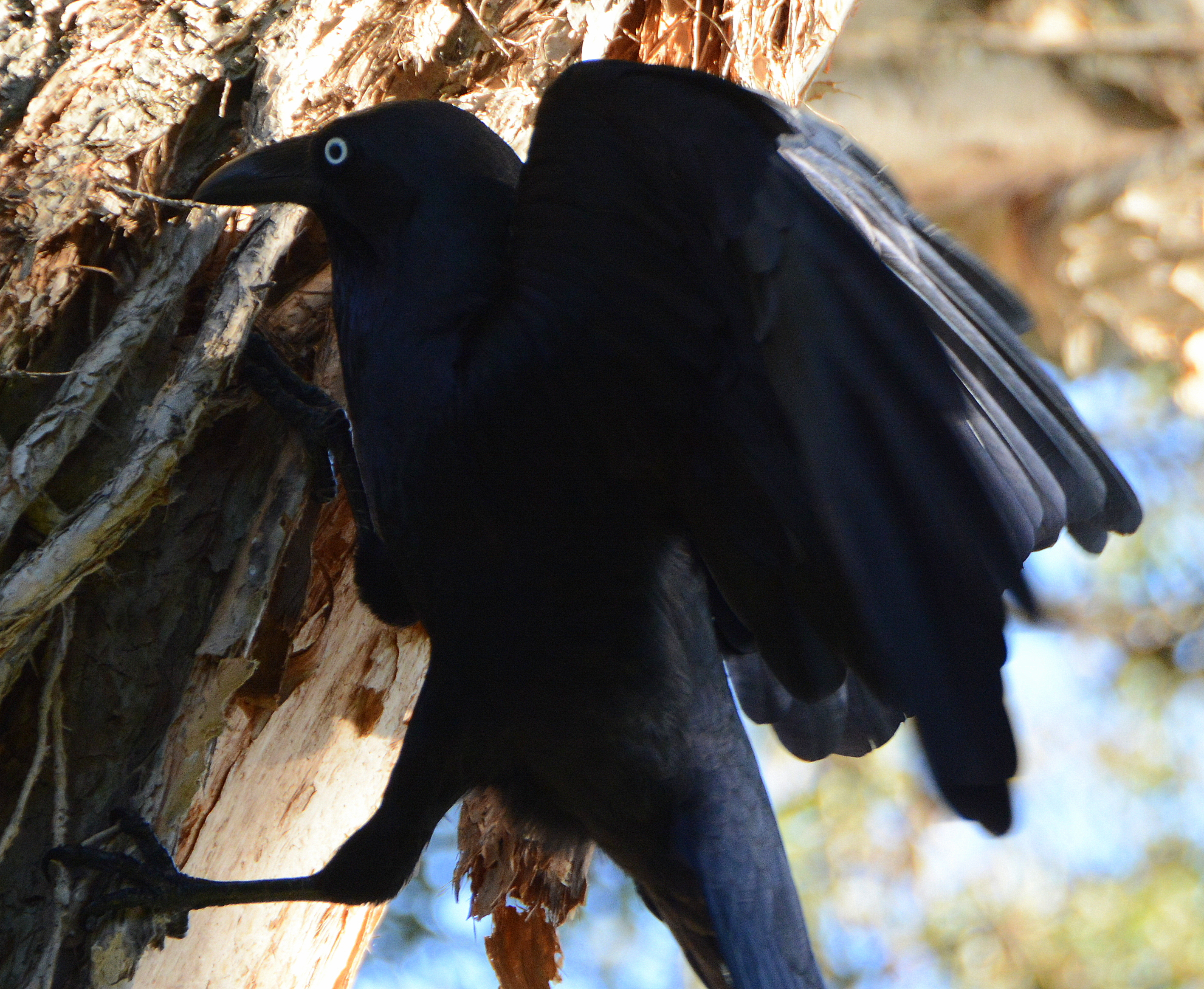
Esemplare in atterraggio.

Il corvo imperiale minore è un uccello dalle abitudini di vita diurne e gregarie: durante il giorno, gli stormi si frazionano in gruppi di consistenza numerica minore (sebbene in corrispondenza di fonti di cibo particolarmente abbondanti si aggreghino grossi numeri di questi uccelli), i quali si dedicano principalmente alla ricerca di cibo, prima di fare ritorno nel pomeriggio verso posatoi comuni dove passare la notte al riparo da intemperie ed eventuali predatori.
Il richiamo da questi uccelli è costituito da una serie di gracchi nasali ed insolitamente gravi, vagamente belanti, solitamente emessi in numero di sette alla volta. Durante le vocalizzazioni, i corvi imperiali minori sono soliti arruffare le barbe golari (sebbene in maniera meno vistosa rispetto agli altri grandi corvi australiani) e a far scattare rapidamente le ali verso l'alto ad ogni nota. La specie è inoltre in grado di imitare i suoni uditi nell'ambiente circostante.

### Alimentazione

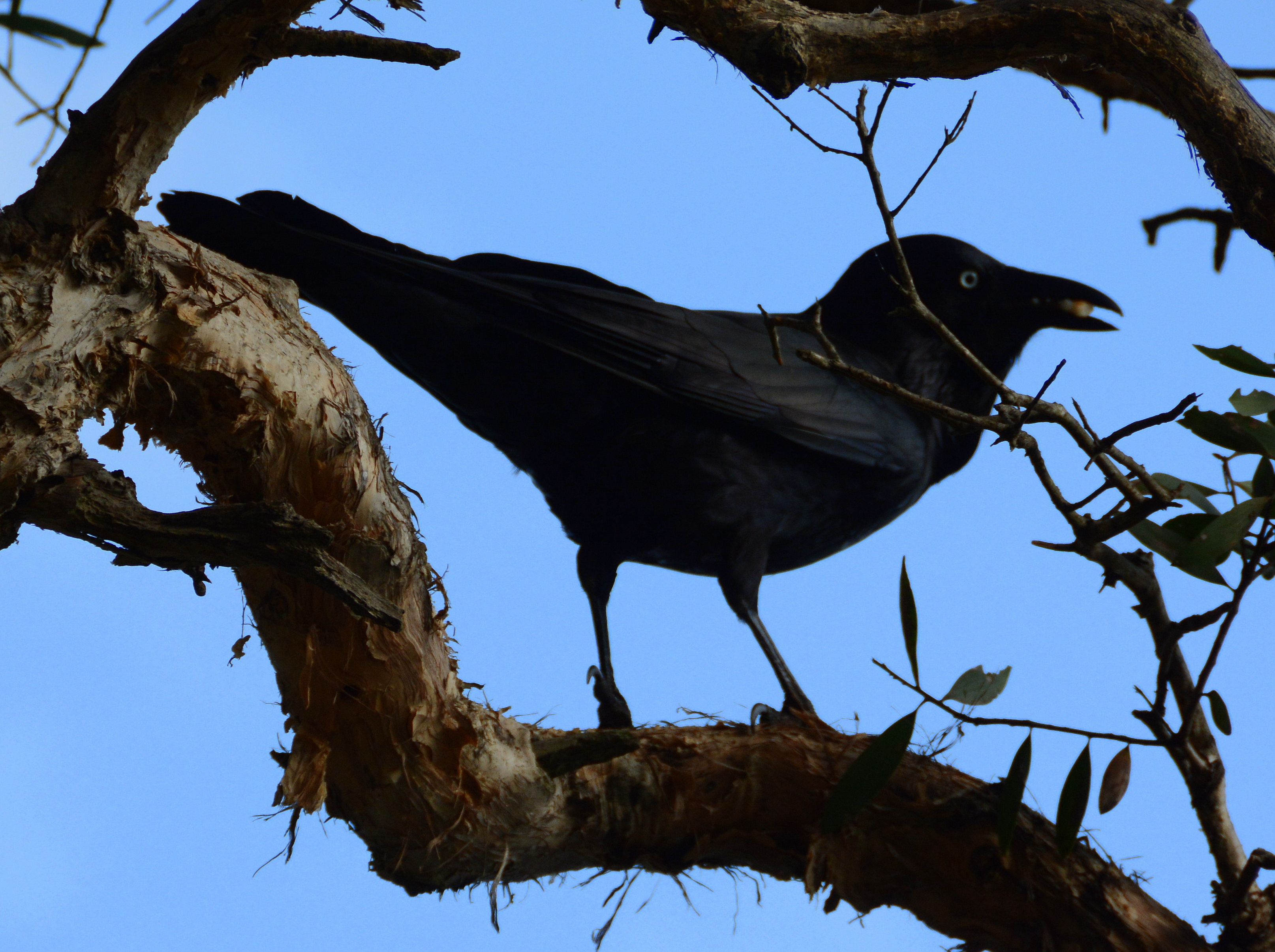
Esemplare con cibo nel becco.

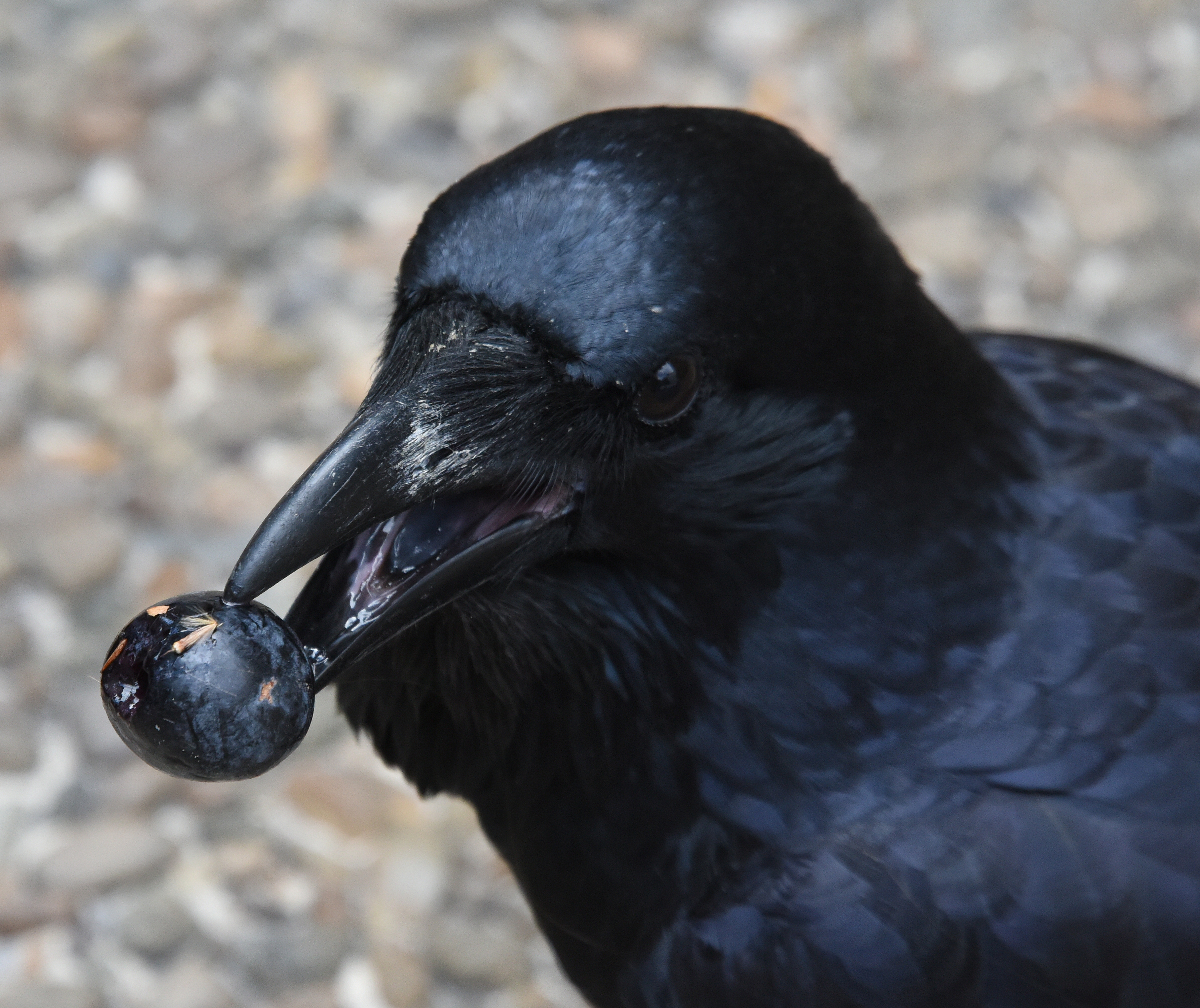
Esemplare con bacca nel becco.

Il corvo imperiale minore è un uccello onnivoro ed opportunista, la cui dieta è prevalentemente insettivora, sebbene questi animali si nutrano un po' di qualsiasi cosa siano in grado di reperire durante la ricerca del cibo.

L'animale ricerca il proprio nutrimento prevalentemente al suolo: la ricerca del cibo avviene durante le prime ore del mattino e nel primo pomeriggio, mentre le ore più calde della giornata vengono dedicate al riposo.
Fra i cibi assunti da questi uccelli vi sono insetti (soprattutto cicale, cavallette, bruchi di noctuidi) ed altri invertebrati (ragni, millepiedi e centopiedi, che l'animale ha cura di decapitare prima di consumarli, oltre che vermi e lumache), piccoli vertebrati (uova e nidiacei reperiti razziando i nidi, topolini, piccoli marsupiali, lucertole, scinchi e piccoli serpenti) noncé, sebbene più sporadicamente, bacche, frutta e granaglie.

### Riproduzione
Si tratta di uccelli monogami, la cui stagione riproduttiva va dai primi di luglio alla metà di novembre, con alcune coppie che cominciano a nidificare già verso la metà di maggio: viene generalmente portata avanti una singola nidiata, ma in caso di perdita della covata ne può essere portata avanti una seconda.

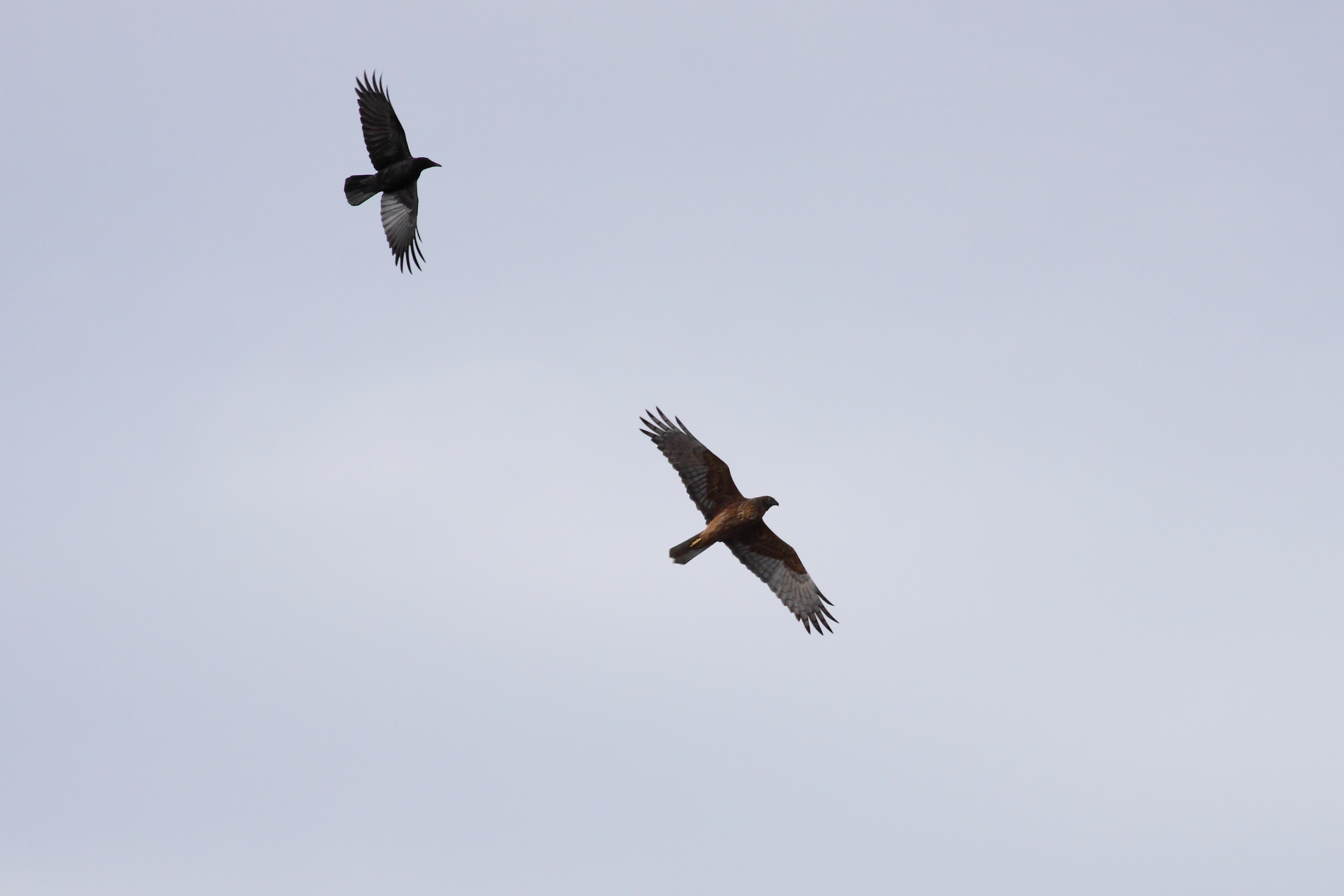
Esemplare attacca in volo un'akbanella australasiatica.

Il nido, a forma di coppa, viene costruito intrecciando rametti e foderando l'interno con corteccia, fibre vegetali e lanugine animale da ambedue i sessi (col maschio che fornisce il materiale da costruzione e la femmina che si occupa di intrecciarlo) alla biforcazione del ramo di un albero: per la costruzione dei nidi, il corvo imperiale minore sembra non considerare fattori come la copertura arborea, in quanti molti nidi vengono costruiti su rami secchi o su piante spoglie. L'altezza dei nidi è solitamente modesta, con la maggior parte dei nidi costruiti sotto i 10 m d'altezza, ed alcuni anche al suolo: nelle aree in cui il corvo imperiale australiano è assente, tuttavia, i nidi di corvo imperiale minore si trovano mediamente ad altezza maggiore, lasciando intuire una competizione interspecifica nella scelta dei siti di costruzione del nido.

I nidi vengono costruiti a gruppi di una ventina, a qualche metro di distanza gli uni dagli altri: non di rado, le colonie nidificano a poca distanza dal già citato corvo imperiale australiano (che è invece un nidificatore solitario e territoriale), senza che avvengano episodi aggressivi di sorta.

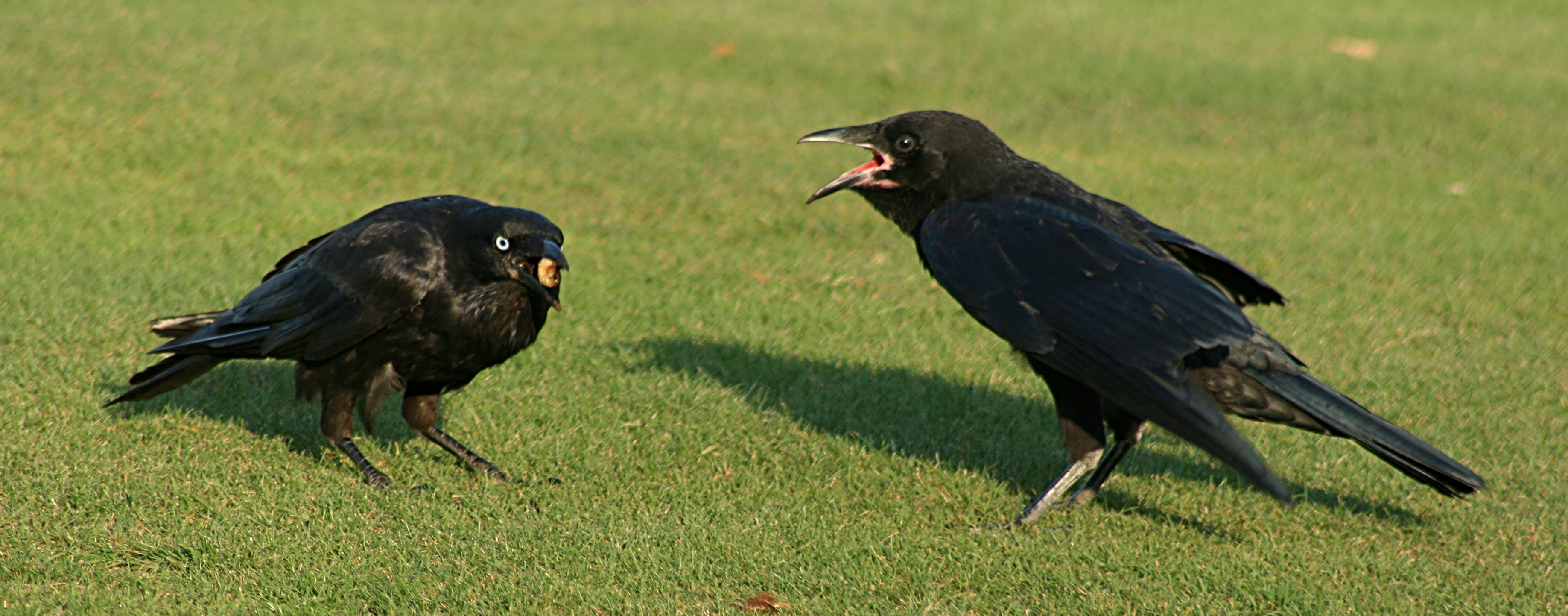
Giovane (dx) mendica il cibo a un adulto.

All'interno del nido, la femmina depone 3-6 uova di colore azzurrino con screziature brune, che provvede a covare da sola (col maschio che si occupa di reperire il cibo per sé e per la compagna e di tenere alla larga eventuali intrusi che dovessero avvicinarsi troppo) per 18-19 giorni.

I pulli, ciechi ed implumi alla schiusa, vengono accuditi ed imbeccati da ambedue i genitori: in tal modo, essi divengono in grado d'involarsi attorno ai 33-41 giorni d'età. Tuttavia, essi continuano a rimanere coi genitori ancora per alcuni mesi, seguendoli nei loro spostamenti ed entrando a far parte dello stesso stormo, prima di affrancarsene in maniera definitiva.

## Distribuzione e habitat

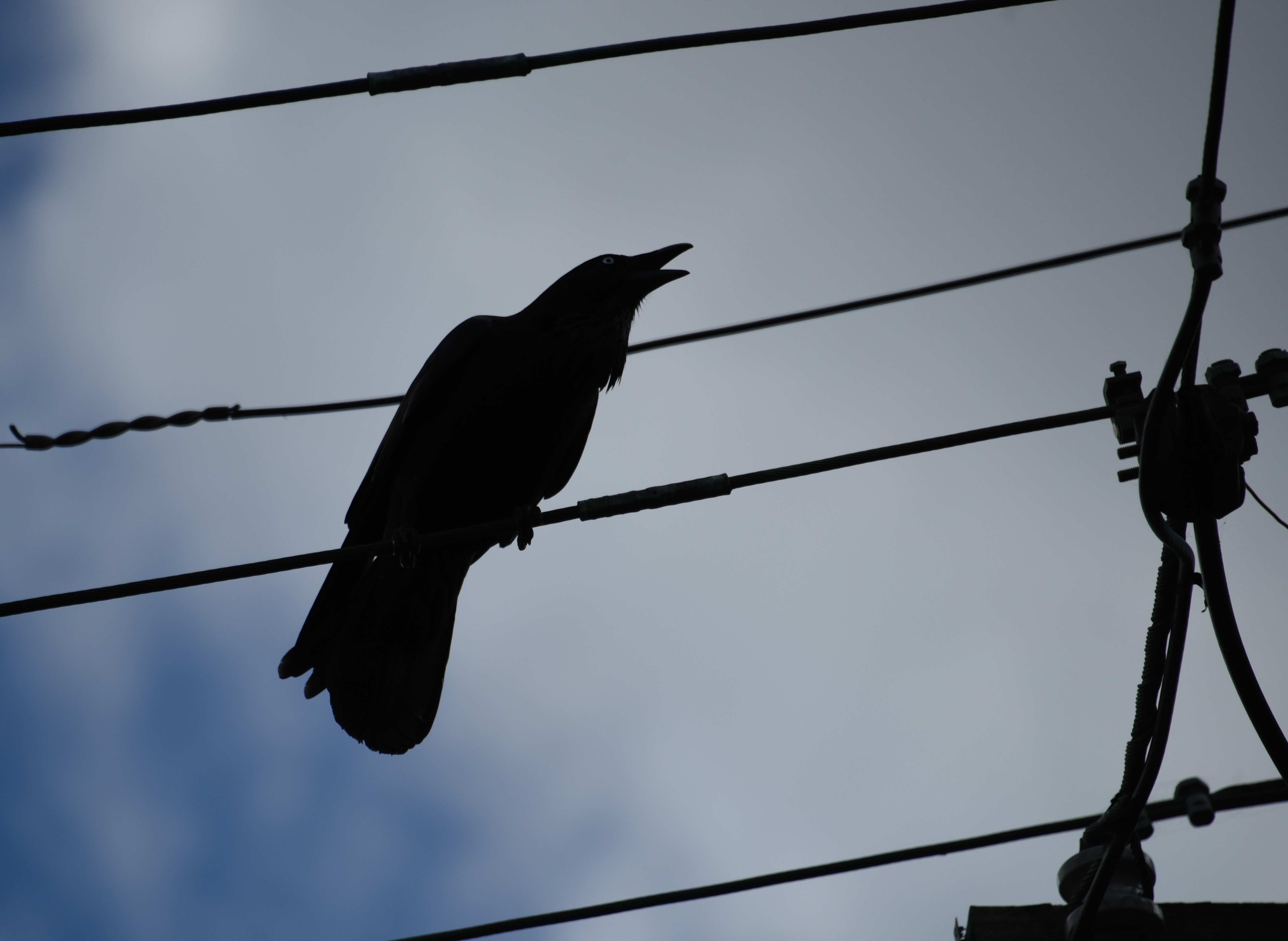
Esemplare vocalizza in ambiente urbano.

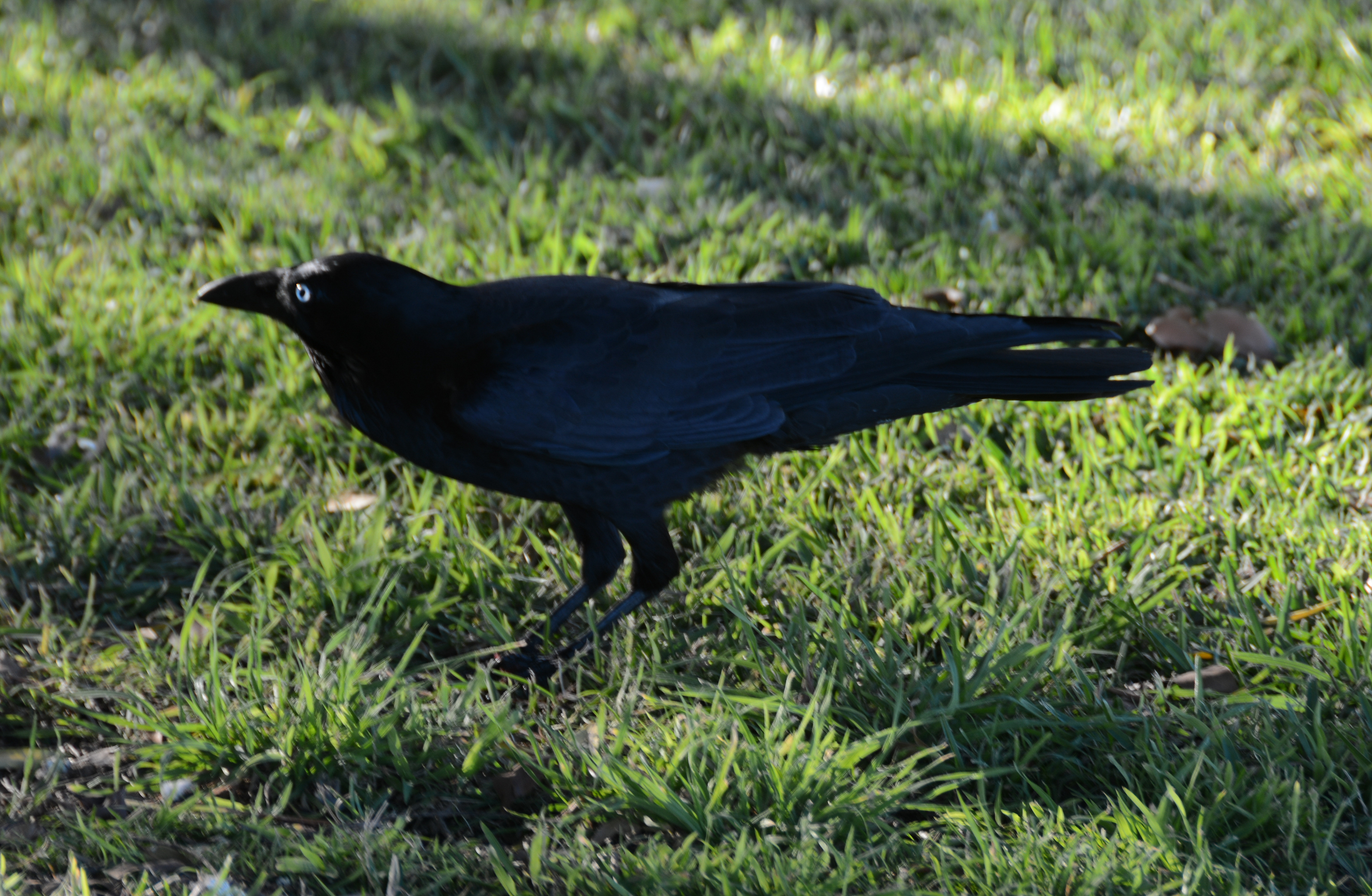
Esemplare a Kensington.

Il corvo imperiale minore è endemico dell'Australia, della quale popola la porzione meridionale e sud-orientale, occupando un areale che si estende grossomodo dalle propaggini orientali della piana di Nullarbor all'area di Coffs Harbour: la specie è inoltre presente sull'Isola dei Canguri e a King Island, mentre è assente dal Gippsland (dove abita il corvo di foresta). La specie sta espandendo il proprio areale verso nord e verso ovest.
Il corvo imperiale minore è un uccello tendenzialmente nomade, che compie spostamenti (anche se di modesta entità) alla ricerca di cibo: anche le coppie in nidificazione, sebbene si sedentarizzino, continuano a raggiungere i propri simili nei campi di foraggiamento anche durante l'evento riproduttivo.
Questi uccelli sono molto adattabili e colonizzano una grande varietà di habitat, dai pascoli alpini fino a 2000 m di quota alle aree pianeggianti semiaride ed a quelle cespugliose costiere: in generale, essi necessitano di spazi aperti dove cercare il cibo, alternati con qualche albero o punto elevato dove poter passare la notte e nificiare. Il corvo imperiale minore, inoltre, ha dimostrato di sfruttare a proprio vantaggio l'urbanizzazione per accrescere il proprio numero grazie all'aumentata disponibilità di cibo, soprattutto nel Victoria.

## Tassonomia
Alcuni autori riconoscerebbero una sottospecie halmaturinus di Kangaroo Island, ma non sembrerebbero sussistere differenze tali fra le due popolazioni da giustificarne una separazione.
A lungo classificato come sottospecie del corvo imperiale australiano, è stato solo nel 1967 che si optò per l'elevazione del corvo imperiale minore al rango di specie a sé stante.

Verosimilmente, l'ultimo antenato comune dei corvi australiani, giunto da nord-ovest, cominciò a divergere, prima col distacco dei piccoli corvo minore e cornacchia delle Bismarck ed in seguito, con l'abbassamento della temperatura e la desertificazione del centro dell'isola-continente, in quelli che poi diverranno il corvo imperiale australiano nella porzione occidentale, il corvo imperiale minore nelle aree secche della porzione orientale ed il corvo di foresta nelle porzioni boschive, con la prima che ha poi esteso il proprio areale verso est a spese dell'ultima (che infatti in Australia continentale occupa unicamente le aree di foresta fitta che il corvo imperiale australiano evita, mentre in Tasmania è presente un po' in tutti gli ambienti).